# 葉里溫階梯

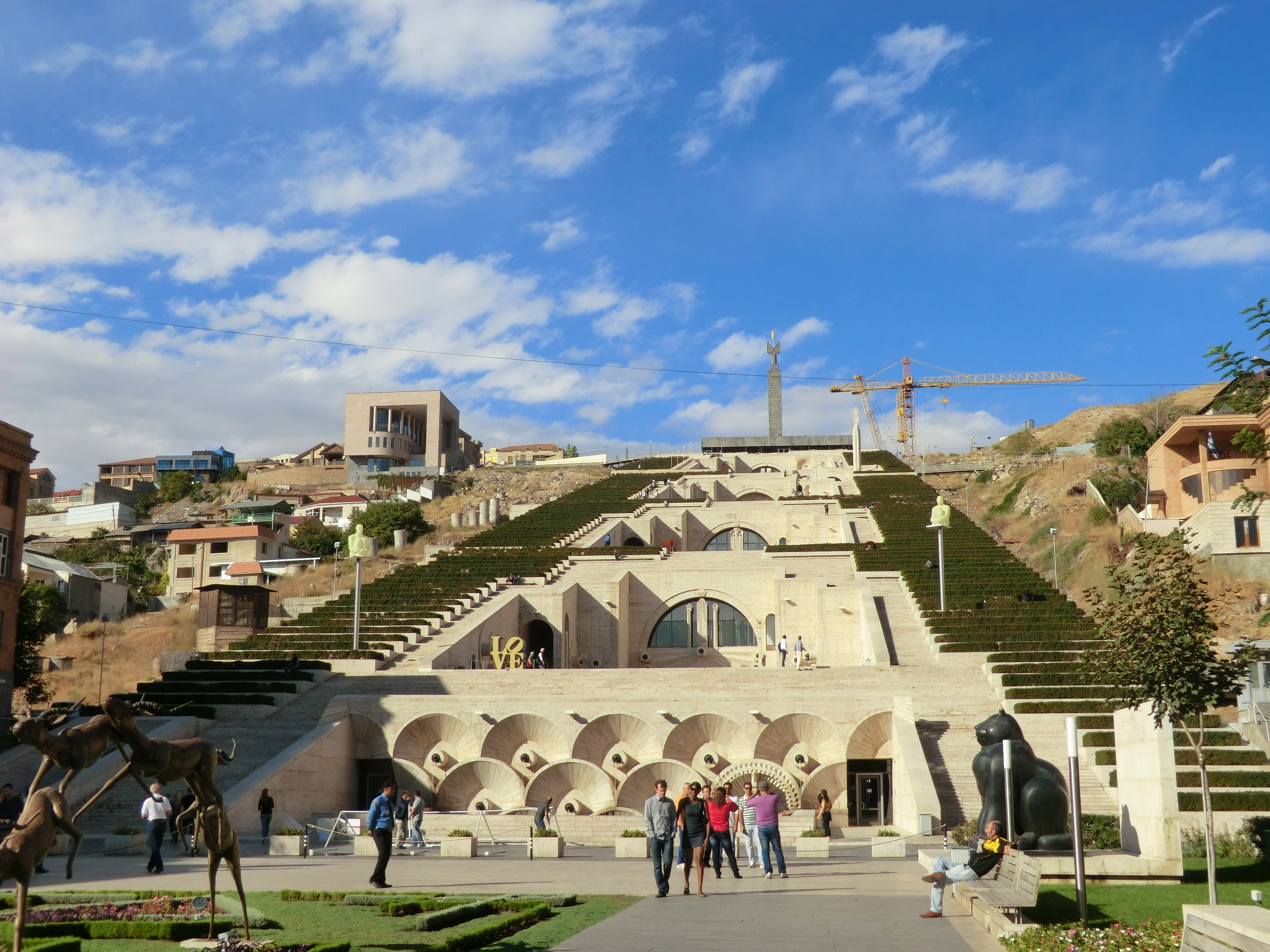

葉里溫階梯是位於亞美尼亞首都葉里溫市中心的一個巨大的階梯形建築。葉里溫階梯設計於1971年，主體部分在1980年完工。目前第三期工程將延伸至十月革命 50 週年紀念碑，於2025年動工。葉里溫階梯的外表有多座雕塑及噴泉，登上階梯頂部後可一覽葉里溫市區景觀。葉里溫階梯的內部則作為卡菲斯揚美術館使用。